# Calvin Russell
Calvin Russell, nome artístico de Calvert Russell Kosler (1 de novembro de 1948 - 3 de abril de 2011), foi um cantor, compositor e guitarrista norte-americano de blues e country.